# Conus moluccensis vappereaui
Conus moluccensis vappereaui is een ondersoort van de zeeslakkensoort Conus moluccensis, uit het geslacht Conus. De slak behoort tot de familie Conidae. Conus moluccensis vappereaui werd in 2009 beschreven door Monteiro. Net zoals alle soorten binnen het geslacht Conus zijn deze slakken roofzuchtig en giftig. Zij bezitten een harpoenachtige structuur waarmee ze hun prooi kunnen steken en verlammen.